# ディズニークラシック短編集
ディズニークラシック短編集（ディズニークラシックたんぺんしゅう）は、ディズニー・チャンネルで放送されていたテレビ番組。2010年現在ではディズニー・コメディ・タイムとして放送。番組表に記載されず、「マジカル・ワールド・オブ・ディズニー」の余り時間で放送されている。（例：2010年7月17日土曜日20:00～22:00「ネバーランド」終了後の21:52頃～ドナルドダックシリーズの「リスの冬支度」を放送。）

## 番組内容
1928年11月18日公開の『蒸気船ウィリー』から1961年6月21日の公開の『ドナルドの不作法教室』までの短編映画を毎日3本放送している。
ドナルドダックの短編映画シリーズが全シリーズ中最多であるため、毎日1～2本は放送されている。次に放送確率が高いのはグーフィー、またはプルートの短編作品。ただし時々ミッキーマウスシリーズを放送しない時がある。
放送開始日：2004年5月1日
放送終了日：2010年1月31日

## 放送短編映画
ディズニーの短編映画から無作為に選ばれ、放映される。各作品には日本語タイトルがついており、ディズニー・チャンネルが新たに吹き替えをした作品には新たなディズニー・チャンネル版のタイトルがついている。

## キャスト（声の出演）
- ミッキーマウス：ウォルト・ディズニー、 ジム・マクドナルド／青柳隆志
- ミニーマウス：ウォルト・ディズニー、マーセリット・ガーナー、テルマ・ボードマン、ルース・クリフォード／水谷優子
- ドナルドダック：クラレンス・ナッシュ／山寺宏一
- デイジーダック：クラレンス・ナッシュ、ラス・ピーターソン、グロリア・ボンデル／土井美加
- グーフィー：ピント・コルビグ、ジョージ・ジョンソン／島香裕
- ピート：ビリー・ブレッチャー／大平透
- チップ：ジム・マクドナルド／滝沢ロコ
- デール：デジー・フリン／稲葉実
- ヒューイ・デューイ・ルーイ：クラレンス・ナッシュ／坂本千夏
- グーフィー主演短編のナレーター：大平透

ほとんどBVHE版の吹き替えを使用しているものの、「三匹の子ぶた」と「うさぎとかめ」などでは、ポニー・バンダイ版の吹き替えを使っているものもある。